# Іваньковське сільське поселення (Ядринський район)
Іва́ньковське сільське поселення (рос. Иваньковское сельское поселение) — муніципальне утворення у складі Ядринського району Чувашії, Росія. Адміністративний центр — селище Совхозний.

## Склад
До складу поселення входять такі населені пункти:
| Населений пункт        | Населення, осіб (2010) |
| ---------------------- | ---------------------- |
| Долина, присілок       | 43                     |
| Засур'є, село          | 164                    |
| Іваньково, присілок    | 81                     |
| Лісний, селище         | 15                     |
| Нікітино, присілок     | 22                     |
| Нікольське, село       | 243                    |
| Орба-Павлово, присілок | 62                     |
| Совхозний, селище      | 320                    |